# 大胜塔
29°43′29″N 115°59′27″E / 29.72472°N 115.99083°E
大胜塔位于中国江西省九江市浔阳区能仁寺内，故又称能仁寺塔，1957年被列为江西省文物保护单位，2013年被列为全国重点文物保护单位。
大胜塔是楼阁式砖塔，平面呈六边形，内为空筒，高42.38米。塔底西向为正门，东北面阑额之上另辟一门，作为登塔入口，二层以上采用上下斜向穿壁绕平座的登塔方式。其登塔方式与赣州慈云寺塔、石城宝福院塔、信丰大圣寺塔相似，故大胜塔的建造年代应不早于宋，又据明嘉靖《九江府志》记载，明洪武及永乐年间曾大规模重修。